# Adam Pascal
Adam Pascal (The Bronx (New York), 25 oktober 1970) is een Amerikaans acteur en zanger.
Hoewel Pascal als tiener in een band zat met vrienden, was hij meer geïnteresseerd in een professionele carrière als acteur in musicals dan als zanger. Een goede vriend van hem ging uit met Idina Menzel. Menzel wilde graag een rol in de musical RENT, waardoor Pascal ook auditie deed. Hij kreeg de rol en ontving in 1996 een nominatie voor een Tony Award. Hij verliet de musical op 2 november 1997.
Door zijn rol in RENT werd Pascal bekend op Broadway. Hierdoor kreeg hij een rol in de eerste cast van Aida en een rol in Cabaret. Bang dat hij niet meer dan een Broadwayzanger zou worden, streefde Pascal hierna een carrière als zanger na. Niet veel later kreeg hij een contract.
SLC Punk! (1999) was Pascals filmdebuut. In 2003 kreeg hij een rolletje in School of Rock. In 2005 was hij te zien in de filmversie van Rent. Regisseur Chris Columbus wilde de originele cast van de musical voor de film.
In 2008 speelde hij de rol van Freddie in Chess in Concert in de Royal Albert Hall.